# Mayo (Florida)
Mayo és una població dels Estats Units, seu del comtat de Lafayette, a l'estat de Florida. Segons el cens del 2000 la població era de 988 habitants. L'Oficina del Cens va estimar que la població l'any 2008 era de 1028 habitants. És la seu del comtat de Lafayette.